# Danioninae
Danioninae — підродина коропоподібних риб родини данієвих (Danionidae).
Раніше під цією назвою існувала значно ширша за складом підродина коропових (Cyprinidae). Проте систематика коропоподібних й особливо колишньої родини коропових на початку XXI ст. зазнала значних змін. Таксони, які належали до родини Cyprinidae, разом із представниками родини Psilorhynchidae тепер утворюють підряд короповидних (Cyprinoidei), а ранг більшості її колишніх підродин, зокрема й Danioninae, був підвищений до рівня родини, колишня триба Danionini стала підродиною Danioninae.
Підродина Danioninae найкраще з усіх данієвих була представлення в останніх філогенетичних дослідженнях. Така увага систематиків пояснюється широким використанням виду D. rerio як модельного організму. Була засвідчена монофілія цієї групи, визначені її діагностичні морфологічні ознаки.
До складу підродини входять такі роди:
- Betadevario  Pramod, Fang, Rema Devi, Liao, Indra, Jameela Beevi & Kullander, 2010
- Chela  Hamilton, 1822
- Danio  Hamilton, 1822
- Danionella  Roberts, 1986
- Devario  Heckel, 1843
- Inlecypris  Howes, 1980
- Laubuca  Bleeker, 1860
- Microdevario  Fang, Norén, Liao, Källersjö & Kullander, 2009
- Microrasbora  Annandale, 1918
- Neochela  Silas, 1958